# Babka błękitnopyska
Babka błękitonopyska (Coryphopterus lipernes) – gatunek ryby z rodziny babkowatych. Czasami hodowana w akwariach.

## Występowanie
Zachodni Atlantyk od Florida Keys w USA po Amerykę Środkową oraz Antyle.
Występuje na rafach koralowych na głębokości do 13 m. Zazwyczaj żyje samotnie lecz czasami łączy się w małe grupy.

## Cechy morfologiczne
Osiąga 3 cm długości. Na górnej części pierwszego łuku skrzelowego 8 wyrostków filtracyjnych. W płetwie grzbietowej 6–7 twardych i 9 miękkich promieni, w płetwie odbytowej 1 twardy i 9 miękkich promieni. W płetwach piersiowych 16–18 promieni.
Ciało przezroczyste, żółtawe z niebieskimi plamkami na pysku i górnej części oka, przechodzących w wąskie, niebieskie paski z tyłu głowy.